# Seelig (Waischenfeld)
Seelig ist ein Gemeindeteil der Stadt Waischenfeld im Landkreis Bayreuth (Oberfranken, Bayern). Die Gemarkung Seelig hat eine Fläche von 2,585 km². Sie ist in 483 Flurstücke aufgeteilt, die eine durchschnittliche Flurstücksfläche von 5351,34 m² haben. In ihr liegt neben dem namensgebenden Ort der Gemeindeteil Schönhaid.

## Geografie
Das Dorf Seelig steht im Süden einer Hochebene, die vom Aufseßtal im Südwesten und vom Wiesenttal im Osten und Südosten begegrenzt wird. Das Dorf liegt im zentralen Teil der Fränkischen Schweiz, etwa einen Kilometer nordöstlich der Aufseß und drei Kilometer nordwestlich der Wiesent. Die Nachbarorte sind Siegritzberg und Breitenlesau im Norden, Schönhaid, Hubenberg und Heroldsberg im Nordosten, Saugendorf im Südosten, Gösseldorf und Kuchenmühle im Süden, Voigendorf im Westen sowie Gößmannsberg und Wüstenstein im Nordwesten. Das Dorf ist von dem fünf Kilometer entfernten Waischenfeld aus über die Staatsstraße 2191 und dann über die Kreisstraßen BT 34 sowie BT 35 erreichbar.

## Geschichte
Bis zur Gebietsreform in Bayern war Seelig der Hauptort einer gleichnamigen Gemeinde im Landkreis Ebermannstadt, zu der noch der Ort Schönhaid gehörte. Die mit dem bayerischen Gemeindeedikt von 1818 gebildete Gemeinde hatte 1961 auf einer Gemeindefläche von 258 Hektar insgesamt 111 Einwohner, davon 83 in Seelig, das damals 20 Wohngebäude hatte. Die Gemeinde wurde am 1. Januar 1971 nach Waischenfeld eingegliedert.

## Baudenkmäler

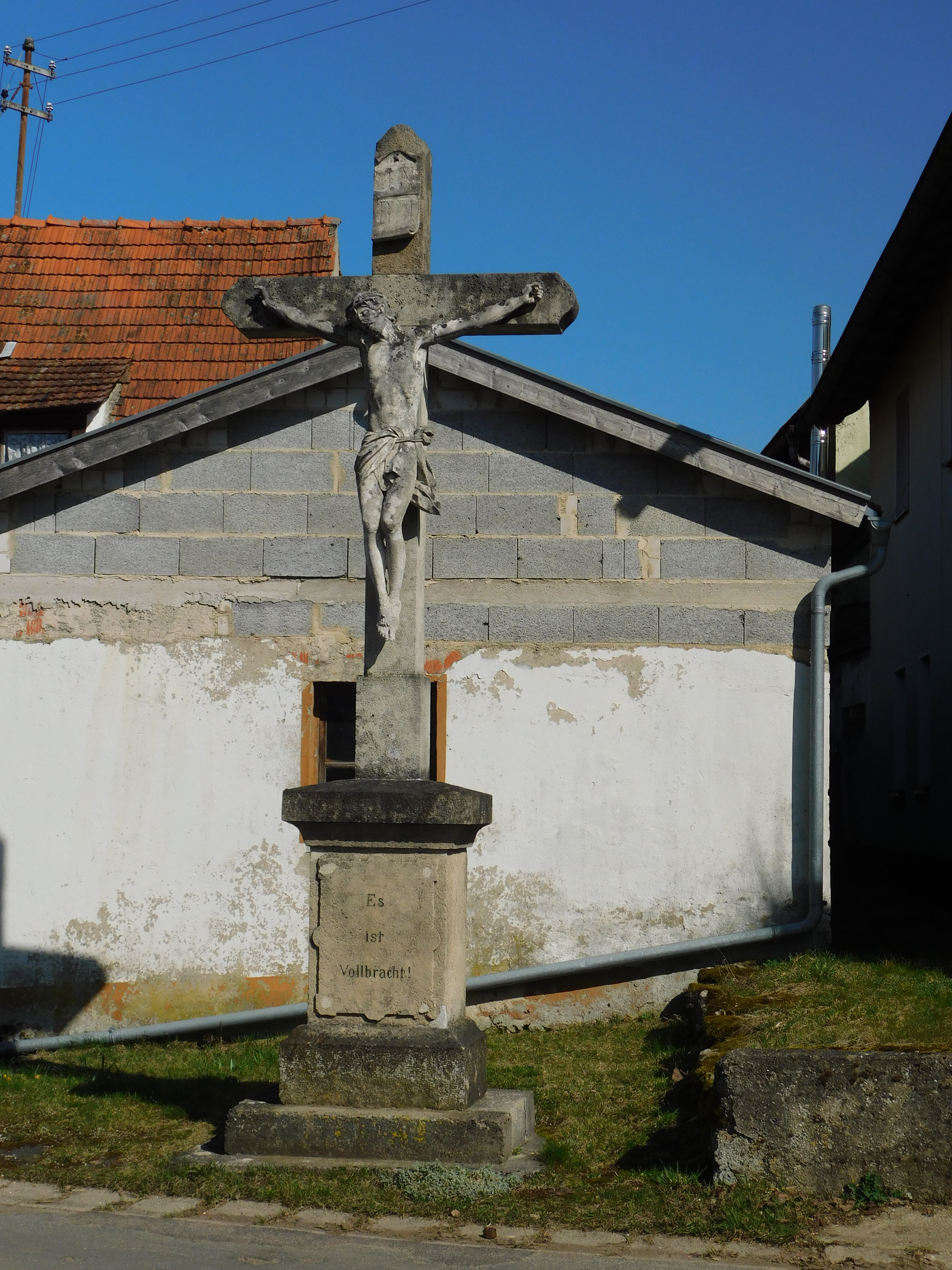
Kruzifix in Seelig

Einziges Baudenkmal ist ein kunststeinernes Kruzifix nahe der Ortsmitte.

## Sehenswürdigkeiten in der Natur
Das südwestlich von Seelig gelegene untere Aufseßtal ist noch eine weitgehend intakte und unberührte Naturlandschaft, die zwischen Wüstenstein und Doos von keiner öffentlichen Straße erschlossen wird. Lediglich die von Seelig nach Voigendorf führende Ortsverbindungsstraße quert diesen Talabschnitt, ansonsten finden sich dort nur Feld- und Wanderwege. Einzige menschliche Ansiedlung in diesem Gebiet ist die abgelegene Einöde Kuchenmühle, die nur über eine Stichstraße erreicht werden kann. Den südlichen Abschlusspunkt des Aufseßtals bildet schließlich der Dooser Wasserfall, der bis zu seiner weitgehenden Zerstörung im 19. Jahrhundert der wuchtigste Wasserfall Frankens war.

Das untere Aufseßtal
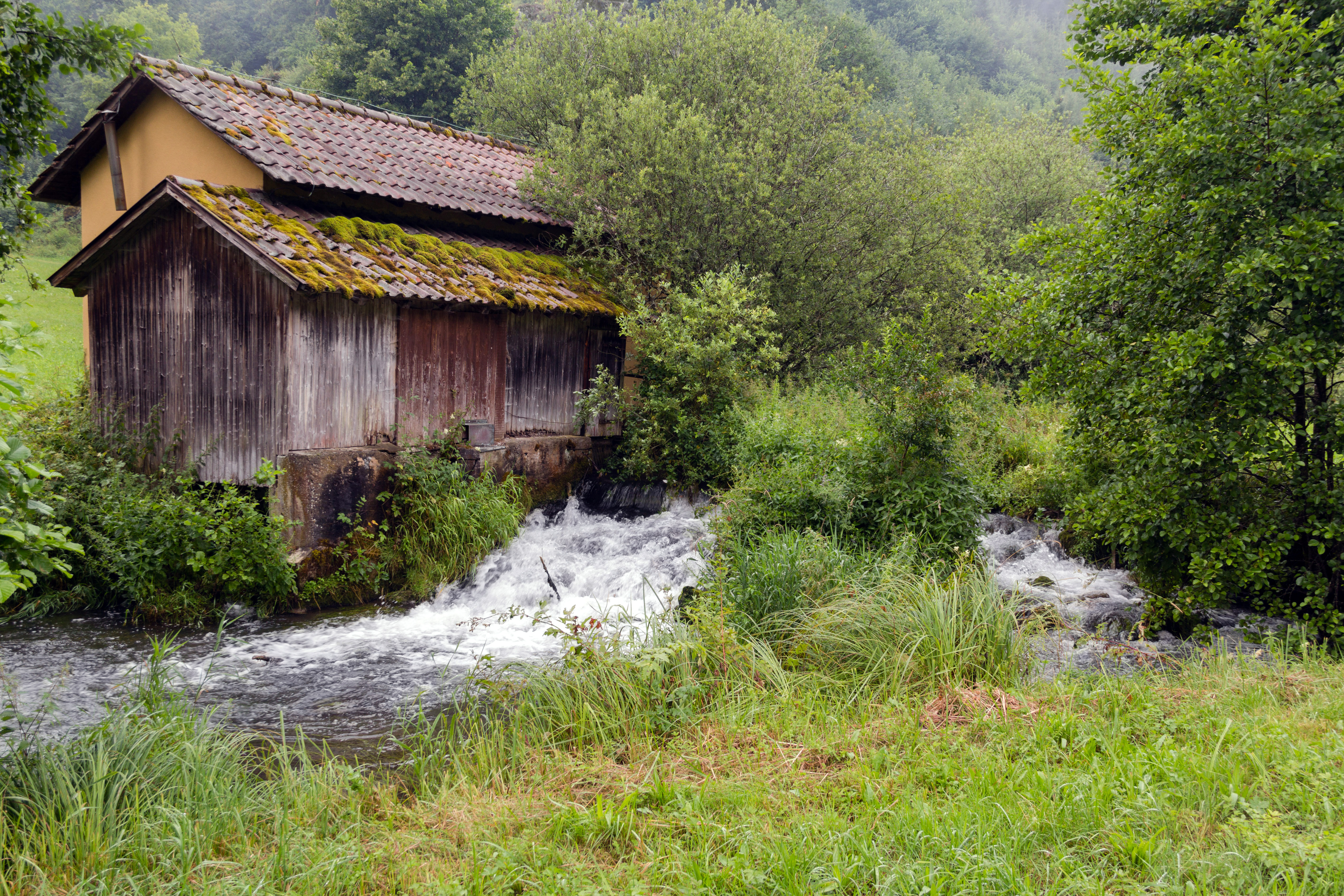
Das Aufseßtal bei der Kuchenmühle
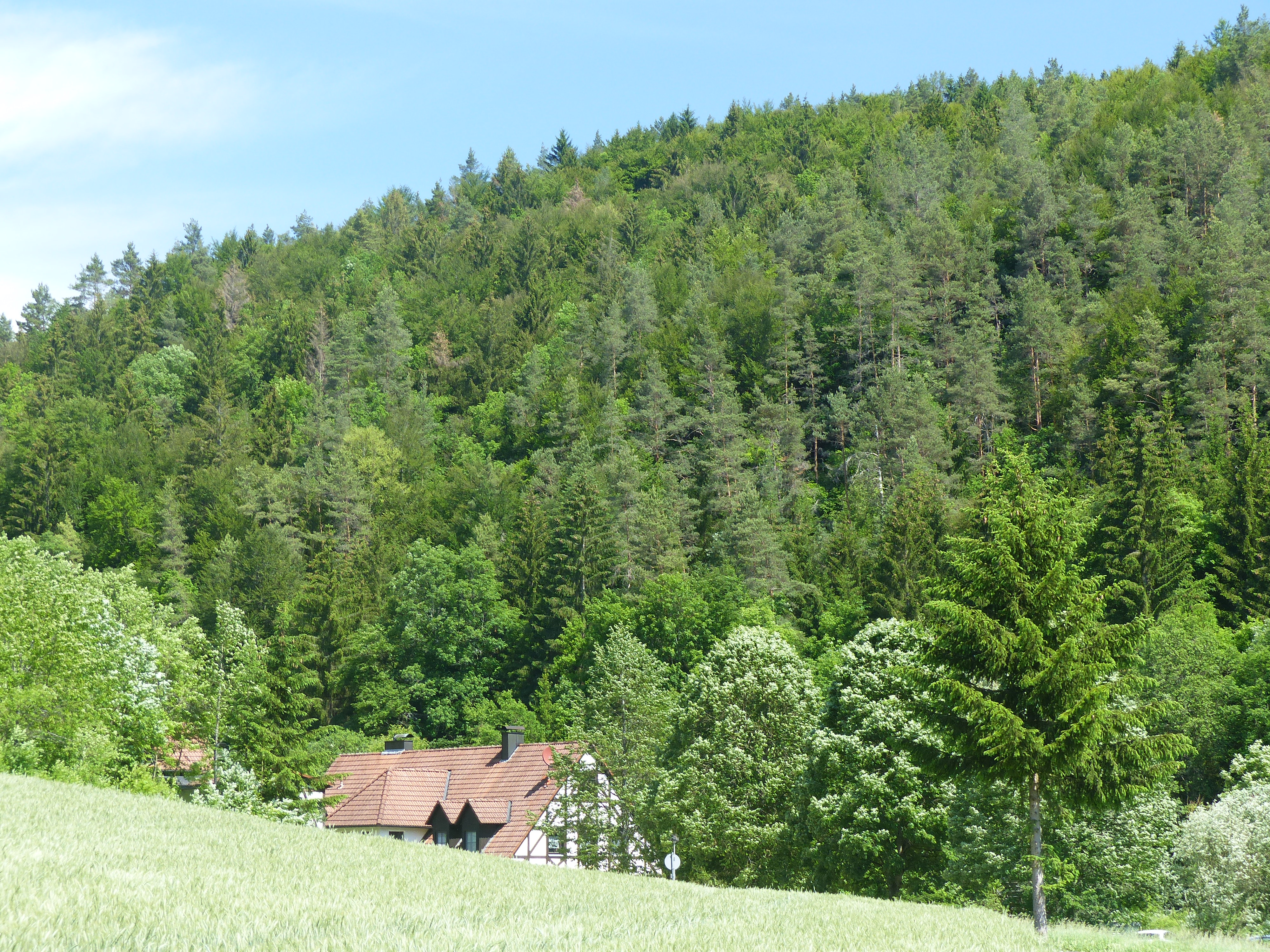
Die Einöde Kuchenmühle
Der Dooser Wasserfall